# غاز پازرد
غاز پازرد (نام علمی: Anser fabalis) نوعی غاز است که در اروپا و آسیا پرورش پیدا می‌کند.

## مشخصات
این پرنده ۷۵ سانتیمتر طول دارد و کوچک‌تر و لاغرتر از غاز خاکستری و اندکی بزرگتر از غاز پیشانی سفید است. سر و گردن قهوه ای تیره و عمدتاً پیشانی سیاه اند. بدن قهوه ای کمرنگ و منقار سیاه و نارنجی و گاهی اوقات کاملاً نارنجی است. به‌طور تصادفی، قاعده منقار سیاه است. پاها نارنجی روشن، مایل به صورتی، و حاشیه بال‌ها سفید تا تیره است. رو تنه قهوه ای و حاشیه پرها سفید است که حالت راه راه عرضی پیدا می‌کند. زیرتنه قهوه ای نخودی رنگ، با حالت دودی است. هنگام پرواز، روی بال و پرها پوشش قهوه ای کمرنگی دیده می‌شود که اندکی در انتهای پرها به رنگ خاکستری است.

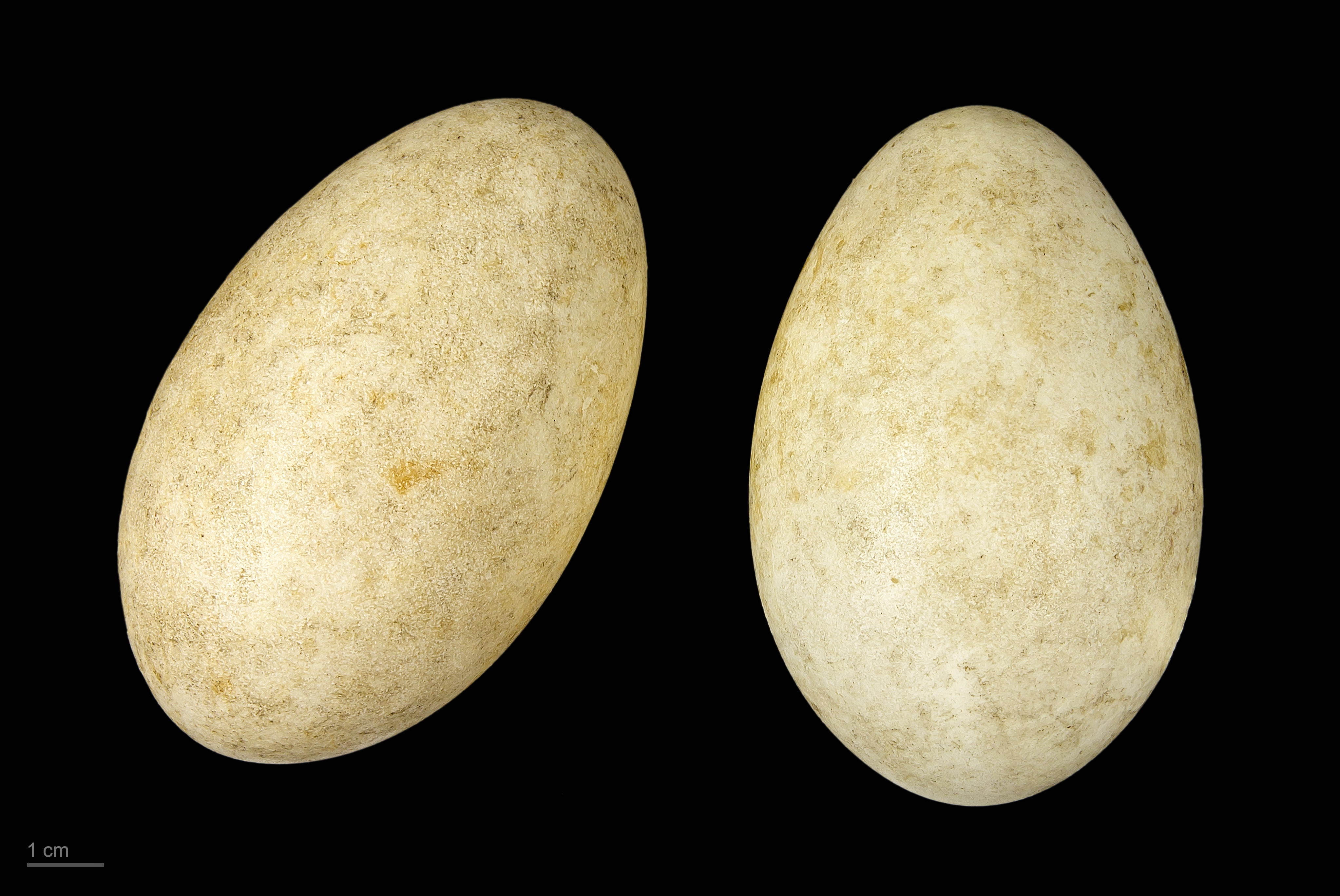
Anser fabalis